# Dominique Chauvelier
Dominique Chauvelier (Francia, 3 de agosto de 1956) es un atleta francés retirado especializado en la prueba de maratón, en la que ha conseguido ser medallista de bronce europeo en 1990.

## Carrera deportiva
En el Campeonato Europeo de Atletismo de 1990 ganó la medalla de bronce en la carrera de maratón, recorriendo los 42,195 km en un tiempo de 2:15:20 segundos, llegando a meta tras los italianos Gelindo Bordin y Pier Giovanni Poli (plata con 2:14:55 segundos).